# Plaça de la Concorde

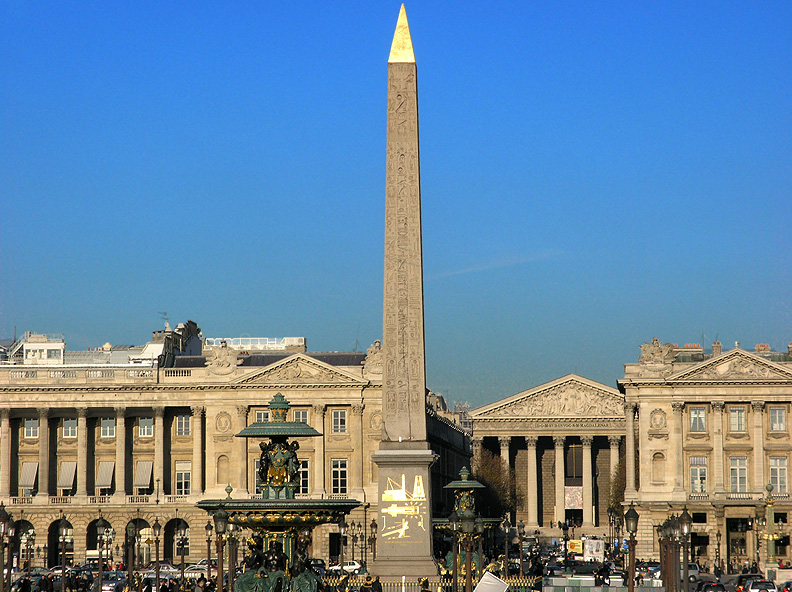
Plaça de la Concorde

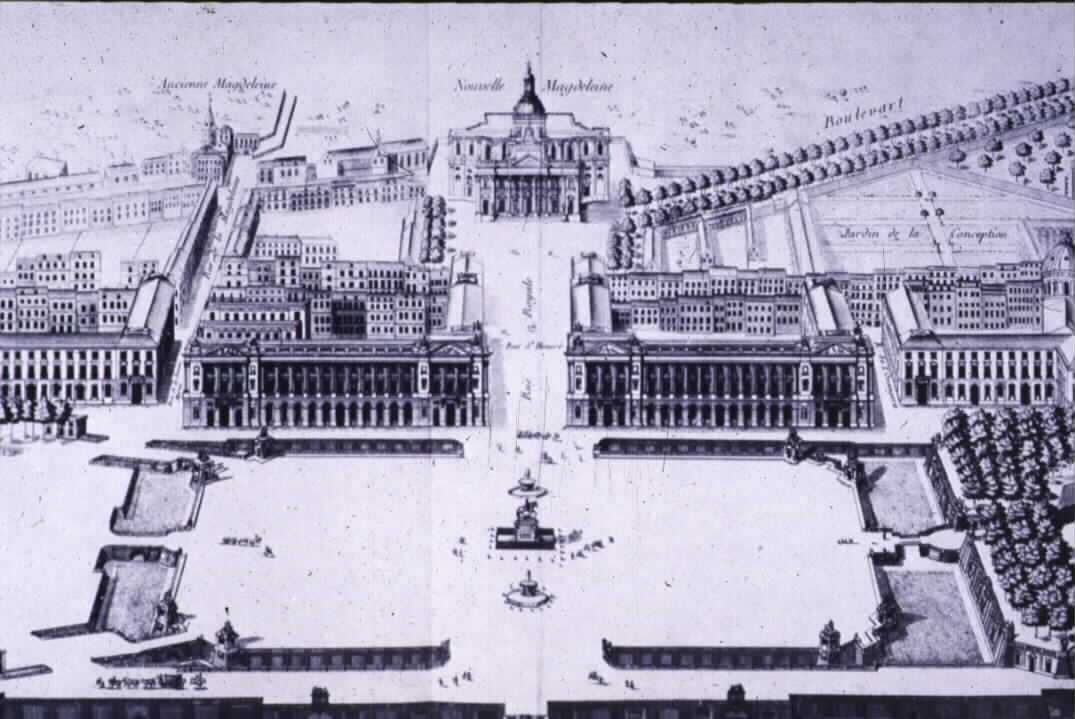
El projecte de Gabriel per a la plaça de Lluís XV.

La plaça de la Concorde (en francès: Place de la Concorde) està situada al començament de l'Avinguda dels Camps Elisis en el 8è districte de París (França). Es tracta de la segona plaça més gran de França, després de la plaça de Quinconces, a Bordeus.

## Història
La ciutat de París, en la persona dels seus regidors i dels venedors, decideix el 1748 erigir una estàtua eqüestre de Lluís XV per celebrar el restabliment del rei després de la malaltia de la que va patir a Metz, per la qual cosa es va fer un concurs a efectes de trobar el millor emplaçament. En aquest concurs participaven dinou arquitectes, entre els quals van ser Boffrand i Soufflot. Un d'ells, Ange-Jacques Gabriel, va proposar una esplanada simple de grava, sense funció, sense dibuix, que se situava al cap del Jardí de les Teuleries, i que es deia «Esplanada del Pont», amb referència a un pont de fusta que salvava, aleshores, el fossat que envoltava la terrassa del Palau de les Teuleries. Encara que excèntric, el lloc podia servir per a la urbanització dels nous barris que tendeixen a construir-se cap a l'oest de la capital.
El Rei era propietari de l'essencial d'aquests terrenys, el que va permetre limitar les expropiacions necessàries. Fins i tot abans que la decisió oficialment fos presa, es van fer negociacions amb els hereus de John Law, propietaris d'uns terrenys necessaris per a l'emplaçament en aquest lloc del monument, d'una plaça reial, inscrit en la vasta xarxa de places reials de Rennes, Rouen, Bordeus, Dijon, Nantes i Montpeller.
Aquestes places se desenvolupaven segons un principi, a París, molt obert, perquè s'inscrivia en una zona encara verge d'urbanització. Valorada per les façanes dibuixades per Ange-Jacques Gabriel, la plaça Lluís XV és un intermedi arquitectònic entre les frondositats de les Teuleries i el verd dels Camps Elisis.
El 1753, s'inicia un concurs per a l'organització de l'esplanada, reservat per als membres de l'Acadèmia reial d'arquitectura. Gabriel, director de l'Acadèmia en la seva qualitat de Primer arquitecte del Rei, va ser l'encarregat d'establir un projecte que prenia les millors idees emeses pels competidors. El seu projecte va ser acceptat el 1755. L'acord entre la Ciutat de París, els representants del Rei i els hereus de Law es va signar el 1758.
A canvi dels terrenys que cedien, els hereus van rebre l'edifici situat al nord-oest de la plaça així com els terrenys que calien construir de l'una i l'altra part del futur Carrer Reial de París. Van Consentir a pagar la construcció de les façanes de tots els edificis i van tindre la seva propietat acceptant la servitud de galeries públiques sobre la plaça.

## La Revolució

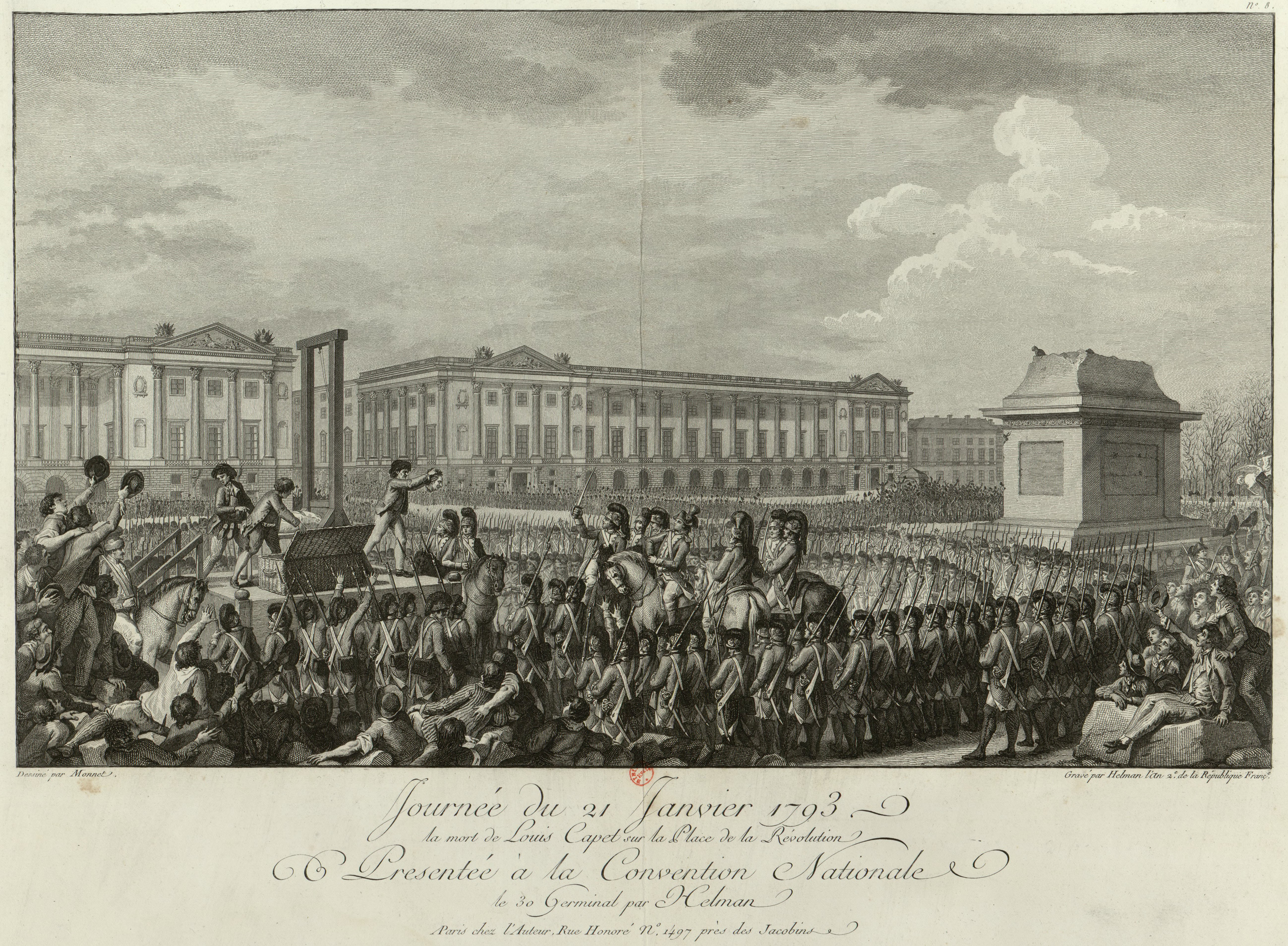
L'execució de Lluís XVI. A la dreta, el pedestal de l'estàtua de Lluís XV.

Durant la Revolució francesa, la plaça era el lloc de pas obligat pels seguicis, improvisats o preparats pel protocol de les festes. Va ser un dels grans llocs d'aliança del període revolucionari, sobretot quan la guillotina va estar allà instal·lada. Va ser on Lluís XVI i Maria Antonieta van ser executats. S'estima unes 1.119 persones les que van ser decapitades a la plaça durant la Revolució Francesa.
Des del 12 de juliol de 1789, els busts de Jacques Necker i de Felip Igualtat estan exhibits allà; el príncep de Lambesc i els seus dragons carreguen contra els manifestants. L'endemà, la multitud s'apropia de les armes del «guardamobles» (situat en l'edifici nord-est) per anar a «La Bastilla». El 6 d'octubre, Lluís XVI, Maria Antonieta, i el Delfí, són tornats de Versalles a París pel poble, i fan la seva entrada al Palau de les Teuleries travessant la Plaça Lluís XV.
L'11 d'agost de 1792, l'estàtua de Lluís XV va ser abatuda a terra del seu pedestal i després enviada a la foneria. La Plaça de Lluís XV va ser rebatejada amb el nom de «plaça de la Revolució». Amb la fi del Terror, el govern va decidir tornar a donar nom a la Plaça de la Revolució com «Plaça de la Concòrdia». Al seu retorn a Alexandria, Muhàmmad Alí Paixà va oferir els dos obeliscs situats a l'entrada del temple de Luxor a França el 1829, però només un va ser transportat a París instal·lat a la plaça de la Concorde en 1834.

## Galeria

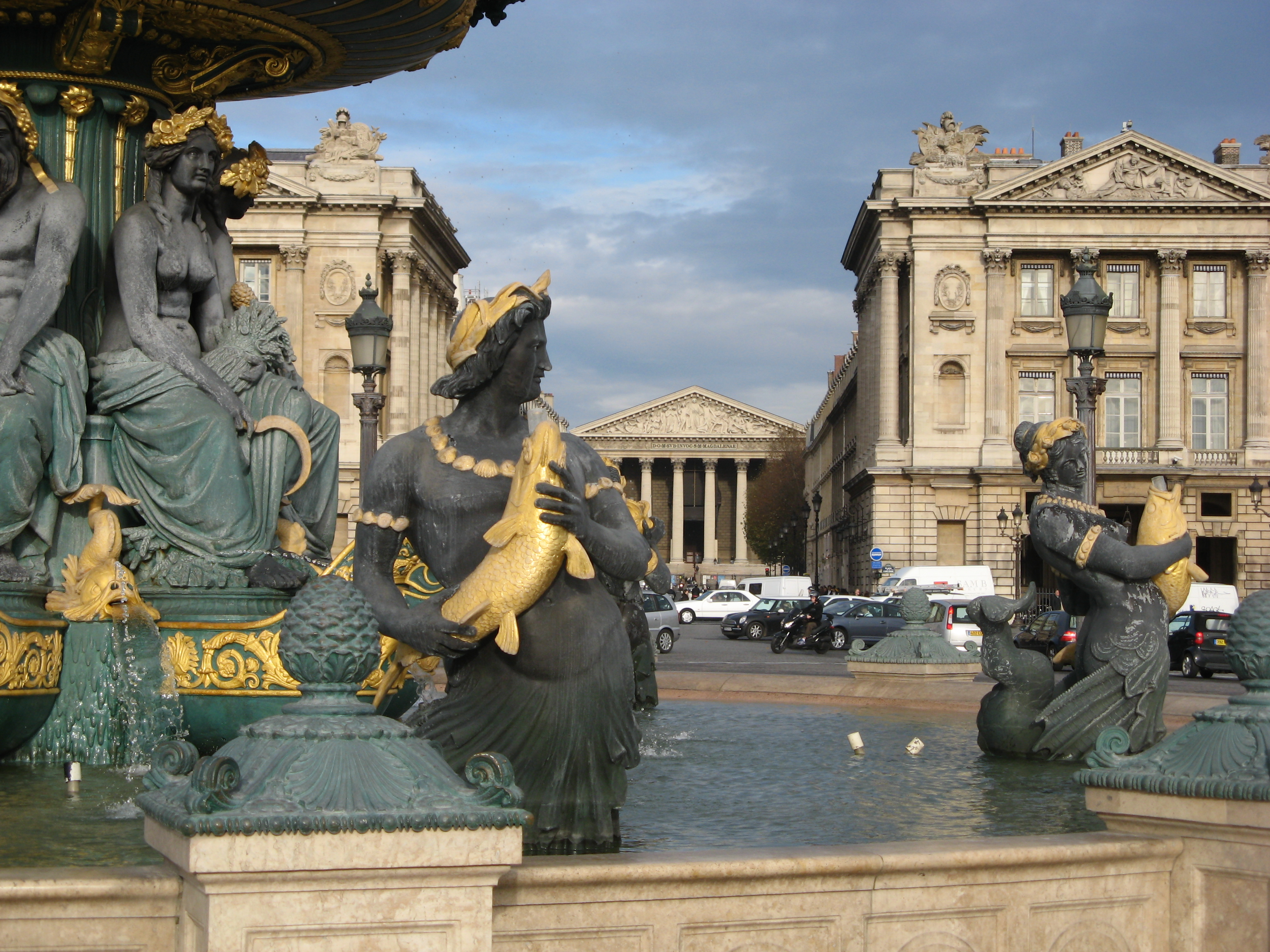
Font sud; al fons de la imatge, La Madeleine
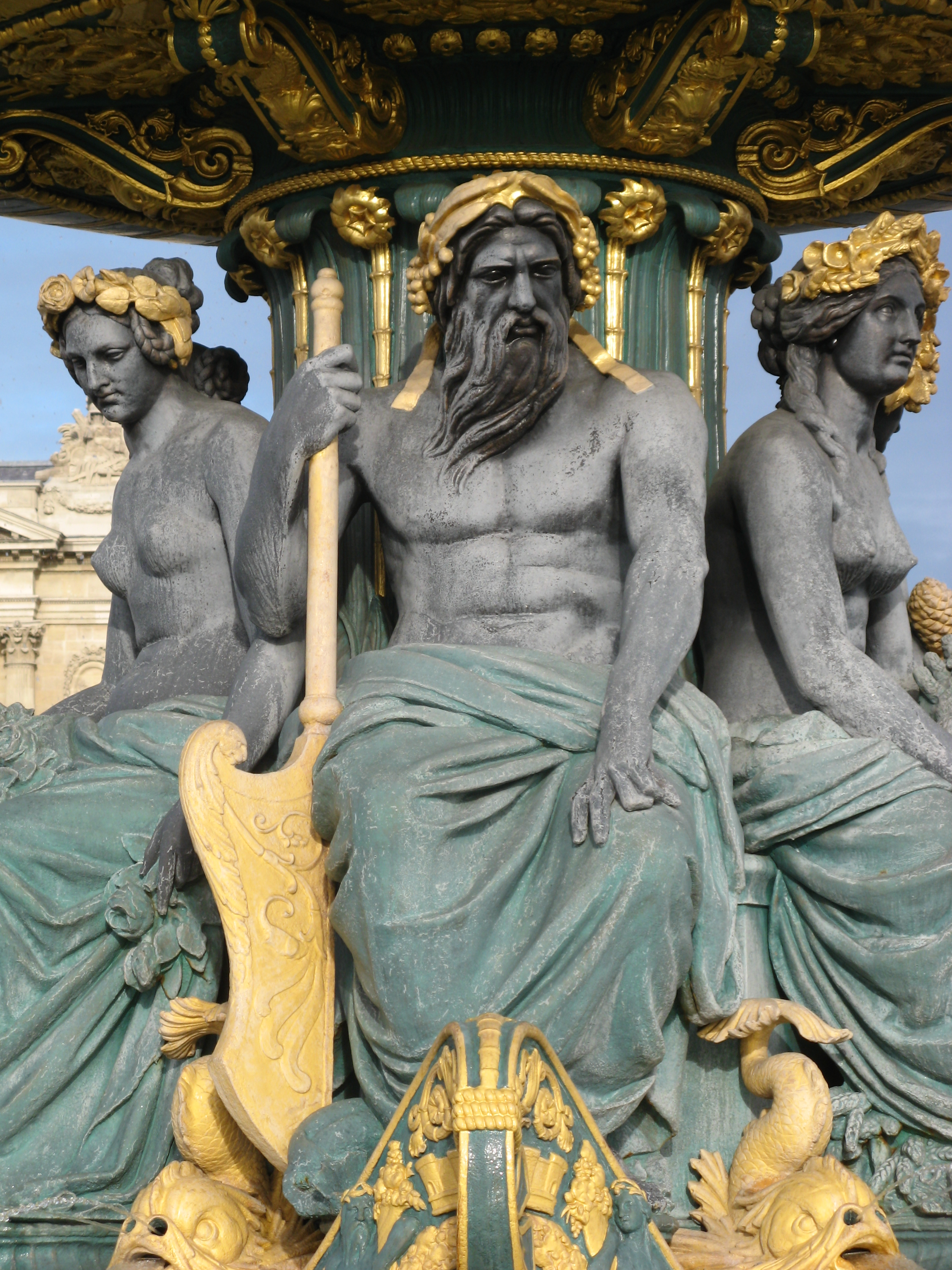
Figures
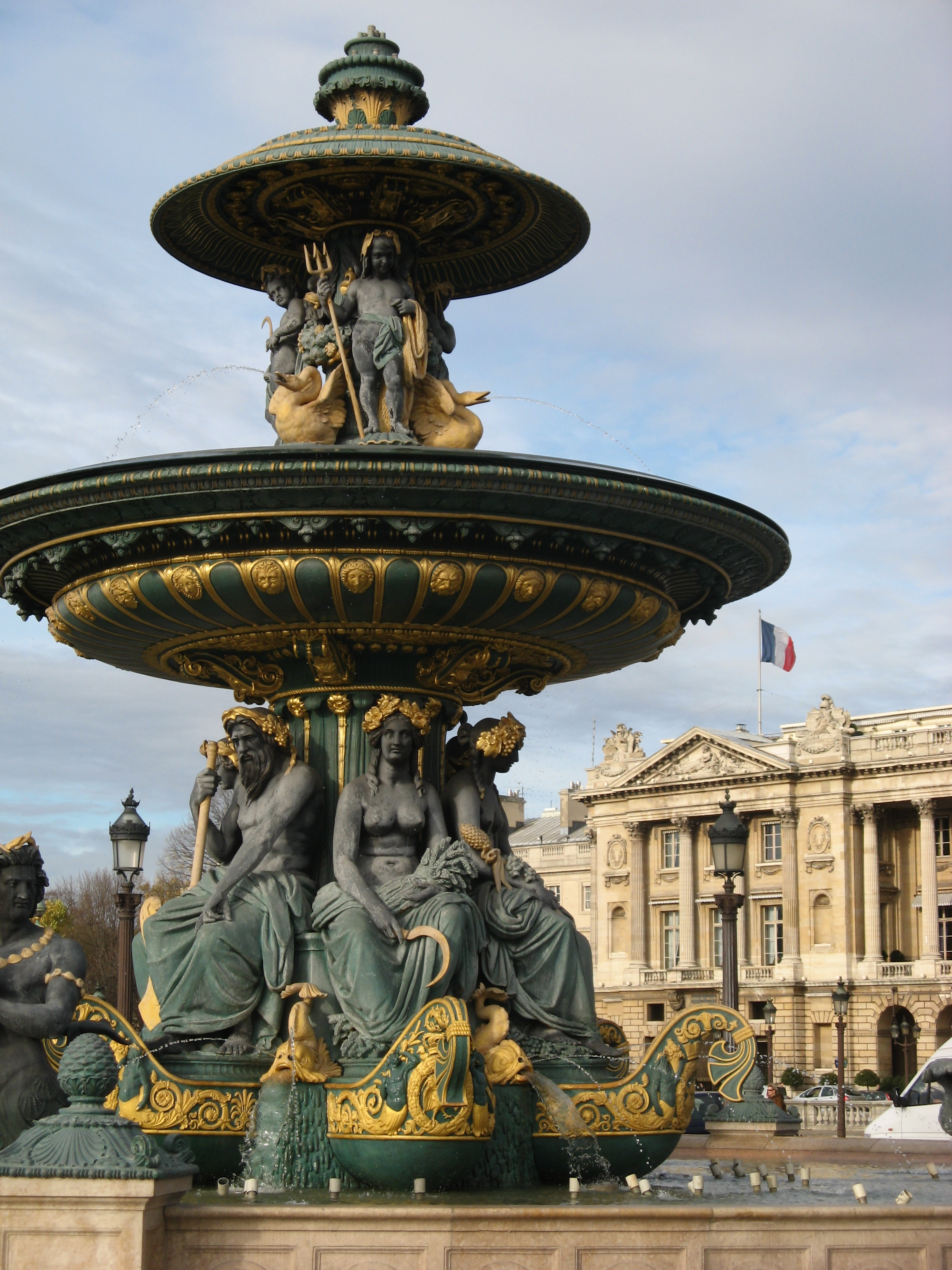
Font sud; al fons de la imatge, l'Hotel Crillon
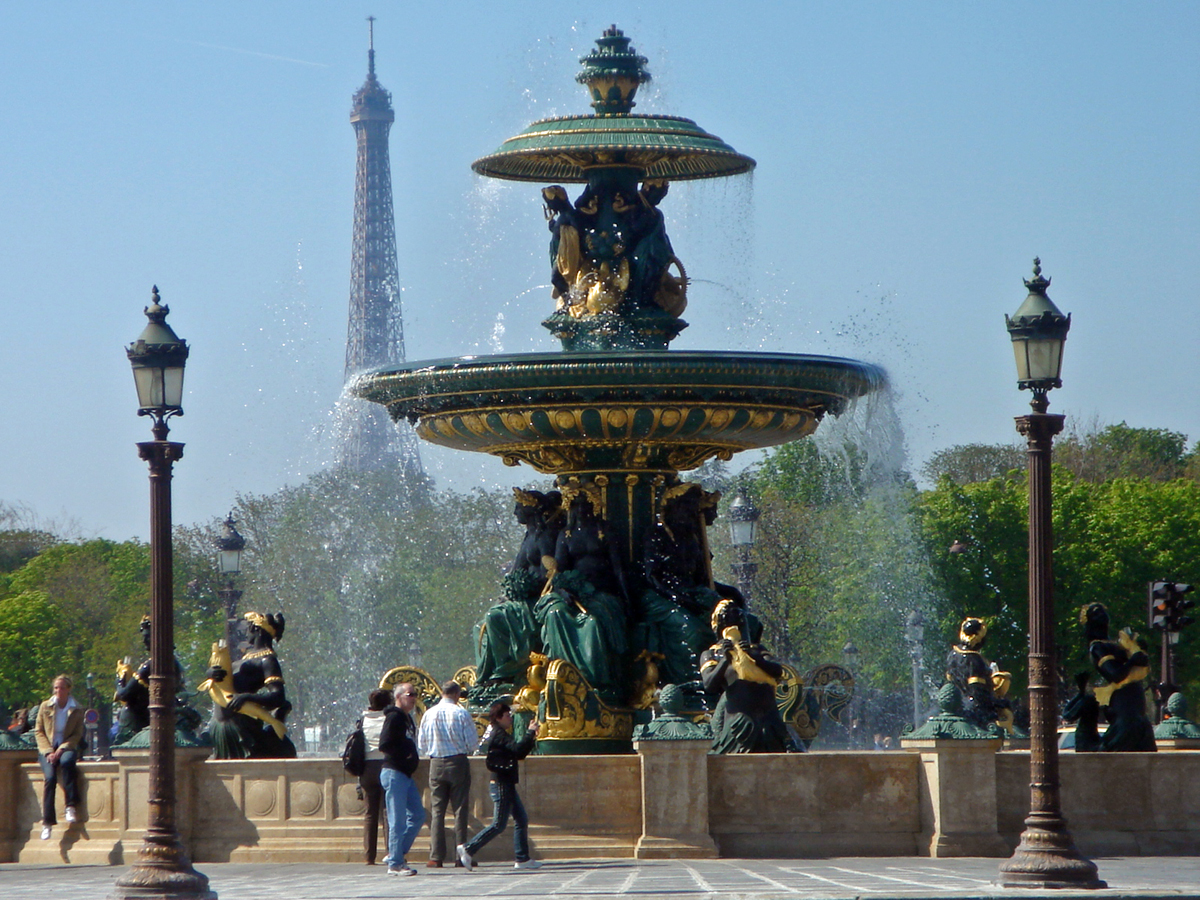
Font de Hittorff, al fons la Torre Eiffel.
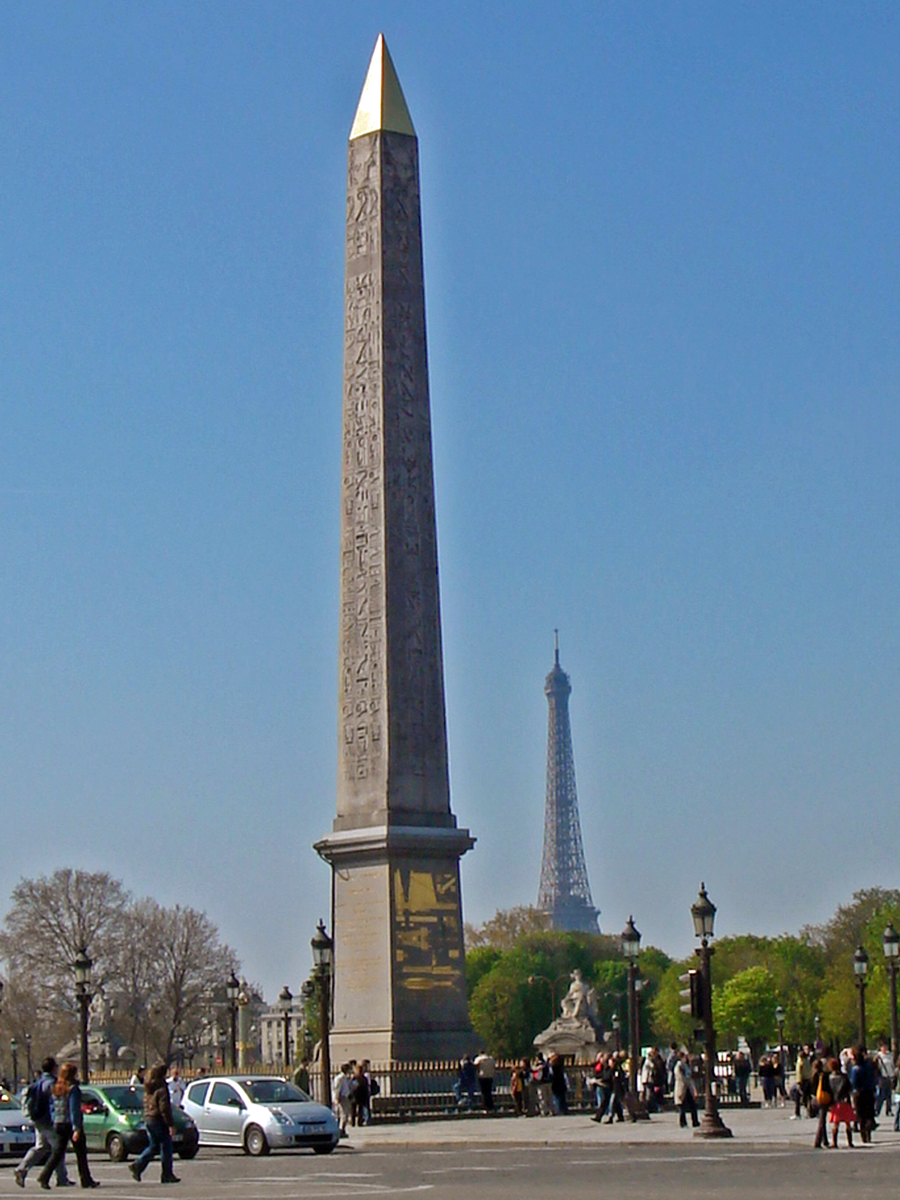
Obelisc de Luxor a la Plaça de la Concòrdia.
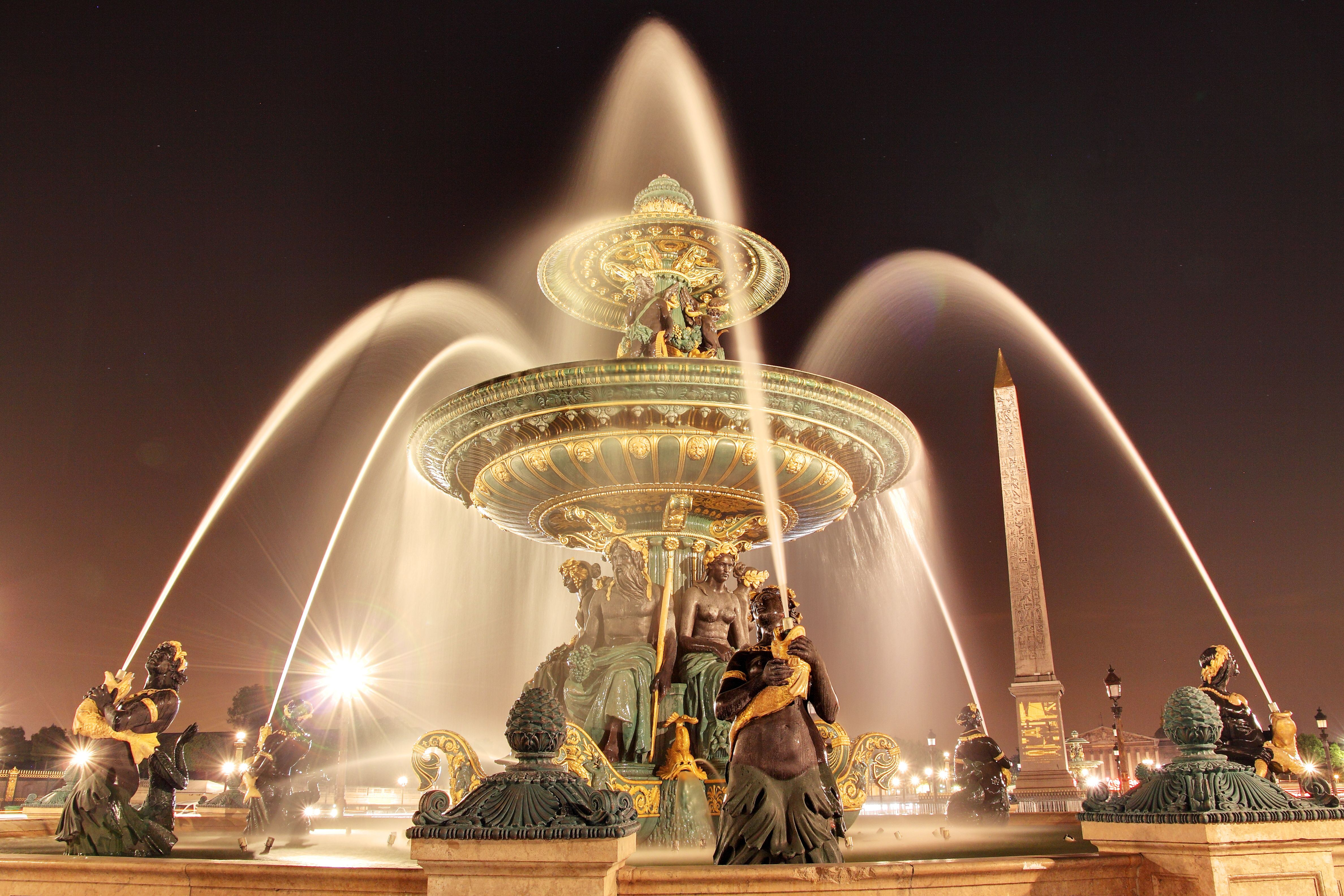
Font dels mars a la Plaça de la Concòrdia a París